# 1. česká futsalová liga
1. česká futsalová liga (oficiálním názvem 1. FUTSAL liga) je futsalová soutěž pořádaná na území České republiky. Jde o nejvyšší soutěž v systému futsalových soutěží v Česku. Pořádá ji Fotbalová asociace České republiky, podobně jako všechny soutěže registrovaných profesionálních i neprofesionálních hráčů v Česku. Soutěž vznikla v roce 1993 jako vůbec první dlouhodobá celostátní soutěž ve futsale v historii českého futsalu. O titul se ale hrálo v Československu pravidelně již od roku 1971. Až do roku 1992 se hrálo v postupových soutěžích. Týmy si vybojovávaly postup přes okresní a krajská kola do republikového finále, kde se již hrálo o titul.

## Historické názvy
- 1993 – 1. česká futsalová liga
- 2010 – Jetbull futsal liga
- 2011 – CHANCE futsal liga
- 2017 – VARTA futsal liga
- 2020 – 1. FUTSAL liga

## Nejlepší kluby v historii - podle počtu titulů
| Klub                              | Tituly | Vítězné ročníky |
| --------------------------------- | ------ | --- |
| FK Chrudim                        | 15     | 2003/04, 2004/05, 2006/07, 2007/08, 2008/09, 2009/10, 2010/11, 2011/12, 2012/13, 2013/14, 2014/15, 2015/16, 2016/17, 2017/18, 2021/22 |
| SK Interobal Plzeň                | 3      | 2020/21, 2022/23, 2023/24 |
| IFT Computers Ostrava             | 2      | 1993/94, 1995/95 |
| FC Mikeska Ostrava                | 2      | 1996/97, 1997/98 |
| Eco Investment Praha              | 2      | 1995/96, 1998/99 |
| CC Jistebník                      | 2      | 2001/02, 2005/06 |
| Ajax eVenture Zlín                | 1      | 1993 |
| FC Total Slavík Bakov nad Jizerou | 1      | 1999/00 |
| FC Pramen Havlíčkův Brod          | 1      | 2000/01 |
| 1. FC Nejzbach Vysoké Mýto        | 1      | 2002/03 |
| AC Sparta Praha                   | 1      | 2018/19 |

## Vítězové jednotlivých ročníků
| Poř. | Ročník  | Mistr                                 | 2. místo                          | 3. místo                          |
| ---- | ------- | ------------------------------------- | --------------------------------- | --------------------------------- |
| 1.   | 1993    | Ajax Novesta Zlín (1)                 | Trosky Bezruč Ostrava             | GKS MOND Třinec                   |
| 2.   | 1993/94 | IFT Computers Ostrava (1)             | FC Defect Praha                   | Ajax Novesta Zlín                 |
| 3.   | 1994/95 | IFT Computers Ostrava (2)             | FC Defect Praha                   | 1. FC Nejzbach Vysoké Mýto        |
| 4.   | 1995/96 | FC Defect Praha (1)                   | SK Cigi Caga Jistebník            | IFT Computers Ostrava             |
| 5.   | 1996/97 | FC Mikeska Ostrava (1)                | CC LKW Jistebník                  | Ajax Novesta Zlín                 |
| 6.   | 1997/98 | FC Mikeska Ostrava (2)                | Viktoria Žižkov DFC Praha         | SK Cigi Caga Jistebník            |
| 7.   | 1998/99 | Viktoria Žižkov (2)                   | 1. FC Nejzbach Vysoké Mýto        | FC Mikeska Ostrava                |
| 8.   | 1999/00 | FC Total Slavík Bakov nad Jizerou (1) | 1. FC Nejzbach Vysoké Mýto        | SK Cigi Caga Jistebník            |
| 9.   | 2000/01 | FC Pramen Havlíčkův Brod (1)          | FC Total Slavík Bakov nad Jizerou | SK Cigi Caga Jistebník            |
| 10.  | 2001/02 | SK Cigi Caga Jistebník (1)            | 1. FC Nejzbach Vysoké Mýto        | FC Total Slavík Bakov nad Jizerou |
| 11.  | 2002/03 | 1. FC Nejzbach Vysoké Mýto (1)        | Megas Frenštát pod Radhoštěm      | FK ERA-PACK Chrudim               |
| 12.  | 2003/04 | FK ERA-PACK Chrudim (1)               | SK Cigi Caga Jistebník            | 1. FC Nejzbach Vysoké Mýto        |
| 13.  | 2004/05 | FK ERA-PACK Chrudim (2)               | Helas Brno                        | 1. FC Nejzbach Vysoké Mýto        |
| 14.  | 2005/06 | CC LKW Jistebník (2)                  | FC Mikeska Ostrava                | FK ERA-PACK Chrudim               |
| 15.  | 2006/07 | FK ERA-PACK Chrudim (3)               | CC R.Mroček LKW Jistebník         | Eco Investment Praha              |
| 16.  | 2007/08 | FK ERA-PACK Chrudim (4)               | Eco Investment Praha              | SK Kladno                         |
| 17.  | 2008/09 | FK ERA-PACK Chrudim (5)               | Eco Investment Praha              | FC Benago Zruč nad Sázavou        |
| 18.  | 2009/10 | FK ERA-PACK Chrudim (6)               | FC Balticflora Teplice            | 1. FC Nejzbach Vysoké Mýto        |
| 19.  | 2010/11 | FK ERA-PACK Chrudim (7)               | FC Balticflora Teplice            | FC Benago Zruč nad Sázavou        |
| 20.  | 2011/12 | FK ERA-PACK Chrudim (8)               | Bohemians 1905                    | FC Tango Brno                     |
| 21.  | 2012/13 | FK ERA-PACK Chrudim (9)               | FC Tango Brno                     | FC Benago Zruč nad Sázavou        |
| 22.  | 2013/14 | FK ERA-PACK Chrudim (10)              | FC Balticflora Teplice            | FC Tango Brno                     |
| 23.  | 2014/15 | FK ERA-PACK Chrudim (11)              | FC Balticflora Teplice            | FC Benago Zruč nad Sázavou        |
| 24.  | 2015/16 | FK ERA-PACK Chrudim (12)              | FC Benago Zruč nad Sázavou        | SK Slavia Praha                   |
| 25.  | 2016/17 | FK ERA-PACK Chrudim (13)              | SK Slavia Praha                   | FC Benago Zruč nad Sázavou        |
| 26.  | 2017/18 | FK ERA-PACK Chrudim (14)              | AC Sparta Praha                   | SK Interobal Plzeň                |
| 27.  | 2018/19 | AC Sparta Praha (1)                   | Svarog FC Teplice                 | FK ERA-PACK Chrudim               |
| 28.  | 2019/20 | FK ERA-PACK Chrudim                   | SK Interobal Plzeň                | AC Sparta Praha                   |
| 29.  | 2020/21 | SK Interobal Plzeň (1)                | FK Chrudim                        | Svarog FC Teplice                 |
| 30.  | 2021/22 | FK Chrudim (15)                       | SK Interobal Plzeň                | Svarog FC Teplice                 |
| 31.  | 2022/23 | SK Interobal Plzeň (2)                | FK Chrudim                        | SK Slavia Praha                   |
| 32.  | 2023/24 | SK Interobal Plzeň (3)                | FK Chrudim                        | SK Slavia Praha                   |

## Československo
| Ročník | Vítězný tým        |
| ------ | ------------------ |
| 1971   | TOS Čelákovice     |
| 1972   | VŠST Liberec       |
| 1973   | Sport Club Kladno  |
| 1974   | Ajax Gottwaldov    |
| 1975   | Vagónka Česká Lípa |
| 1976   | Ajax Gottwaldov    |
| 1977   | FC Hammerle Praha  |
| 1978   | FC Hammerle Praha  |
| 1979   | Meopta Přerov      |
| 1980   | ZPS Uherský Brod   |
| 1981   | VPS Polička        |

| Ročník | Vítězný tým           |
| ------ | --------------------- |
| 1982   | Baník 1. máj Karviná  |
| 1983   | FC NicMocBoys Praha   |
| 1984   | Samson Příbram        |
| 1985   | FC Union Brdy         |
| 1986   | Samson Příbram        |
| 1987   | FC Cheb               |
| 1988   | Saturn Brno           |
| 1989   | GKS Třinec            |
| 1990   | Ajax Zlín             |
| 1991   | GKS Třinec            |
| 1992   | Trosky Bezruč Ostrava |